# Lopeník
Lopeník je obec v okrese Uherské Hradiště ve Zlínském kraji. Žije zde 238 obyvatel.

## Název
Na vesnici bylo přeneseno jméno blízké hory Velký Lopeník. To je odvozeno od přídavného jména lopenný - "lupenitý, listnatý". Jméno hory tedy označoval vrch pokrytý listovím, případně místo, kam se chodilo na listí.

## Geografie
Katastr se rozkládá na horských svazích mezi 450 až 911 m n. m. Klima je velmi drsné s 20 letními a 140–160 mrazovými dny.

## Historie
K roku 1775 je zaznamenána podoba názvu Lopeník.
Oblast kolem vrchu Velký Lopeník byla dlouhou dobu sporným územím mezi Moravou a Uhrami. Až roku 1784 definitivně připadla Moravě. V tomto prostoru vznikaly spontánně roztroušené usedlosti zakládané různými uprchlíky a lidmi majícími potřebu někde se ukrýt. V roce 1784 bylo okolí vrchu Lopeník definitivně připojeno k Moravě, a tak započalo systematické klučení lesa a osidlování svahů, kde dosud byly jen roztroušené chalupy. Roku 1790 celou oblast zpustošily bojůvky z nedaleké vsi Bošáca na uherské straně. Chalupy však byly znovu zbudovány a roku 1791 ustavena obec Lopeník. První písemná zmínka o obci pochází z následujícího roku 1792. Život ve vsi byl velmi obtížný.
Poněvadž se obyvatelé – lopeničtí kopaničáři – nevykoupili z roboty, byly usedlosti zatíženy robotní povinností až do roku 1901. Obdělávání chudé horské půdy a pastevectví se nestaly dostatečným zdrojem obživy. Okolní lesy v nichž převažoval a dodnes převažuje buk, dávaly surovinu pro domácí výrobu dřevěného nářadí. Po okolních vesnicích nabízeli lopeničtí vařečky, lopaty, žebře a metly. Především v 19. století se vydávali na delší cesty za podomním obchodem se zeleninovými semeny (seménkářství) a nářadím.
Lopenické kopanice neměly po staletí s okolním světem žádné obstojné spojení. První silnice byla vybudována v roce 1924 do Bystřice pod Lopeníkem. Spojení s Březovou bylo zdokonaleno až stavbou silnice v roce 1963.
Než byla vybudována na Lopeníku škola, děti vzdělávány nebyly. V letním období byly zaneprázdněny pastvou dobytka a v zimě neschůdnost pěšin bránila v cestě do Starého Hrozenkova nebo na Březovou, kde se nacházely nejbližší obecní školy. V roce 1902 byla zjištěna 98% negramotnost u obyvatel starších 14 let. První škola byla zmiňována až od druhé poloviny 19. století. Nová školní budova byla postavena v roce 1913 a v roce 1934 postaveny 2 další školy v místní části Bošáčky a na Dolním konci v části Březovsko.
Za nacistické okupace vedla přes Lopeník trasa četných ilegálních přechodů z Protektorátu na Slovensko. Lopeník byl osvobozen Rudou armádou po těžkých bojích na přechodech Bílých Karpat 27. dubna 1945. Při bojích v katastru obce padlo 20 sovětských a rumunských vojáků, zahynulo 7 místních občanů a bylo poničeno 21 domů.
Obec byla elektrifikována v roce 1946.

## Obyvatelstvo
| Rok            | 1869 | 1880 | 1890 | 1900 | 1910  | 1921 | 1930 | 1950 | 1961 | 1970 | 1980 | 1991 | 2001 | 2011 | 2021 |
| -------------- | ---- | ---- | ---- | ---- | ----- | ---- | ---- | ---- | ---- | ---- | ---- | ---- | ---- | ---- | ---- |
| Počet obyvatel | 799  | 861  | 849  | 960  | 1 024 | 997  | 999  | 744  | 888  | 655  | 381  | 236  | 209  | 193  | 235  |
| Počet domů     | 130  | 149  | 165  | 153  | 160   | 169  | 187  | 198  | 192  | 169  | 132  | 191  | 198  | 193  | 191  |

## Obecní správa

### Obecní symboly
Znak a vlajka byly obci uděleny rozhodnutím předsedy Poslanecké sněmovny Parlamentu České republiky dne 8. října 2001.

## Pamětihodnosti
- Zvonice
- Krucifix
- Lidová architektura (č.p. 141)

## Galerie

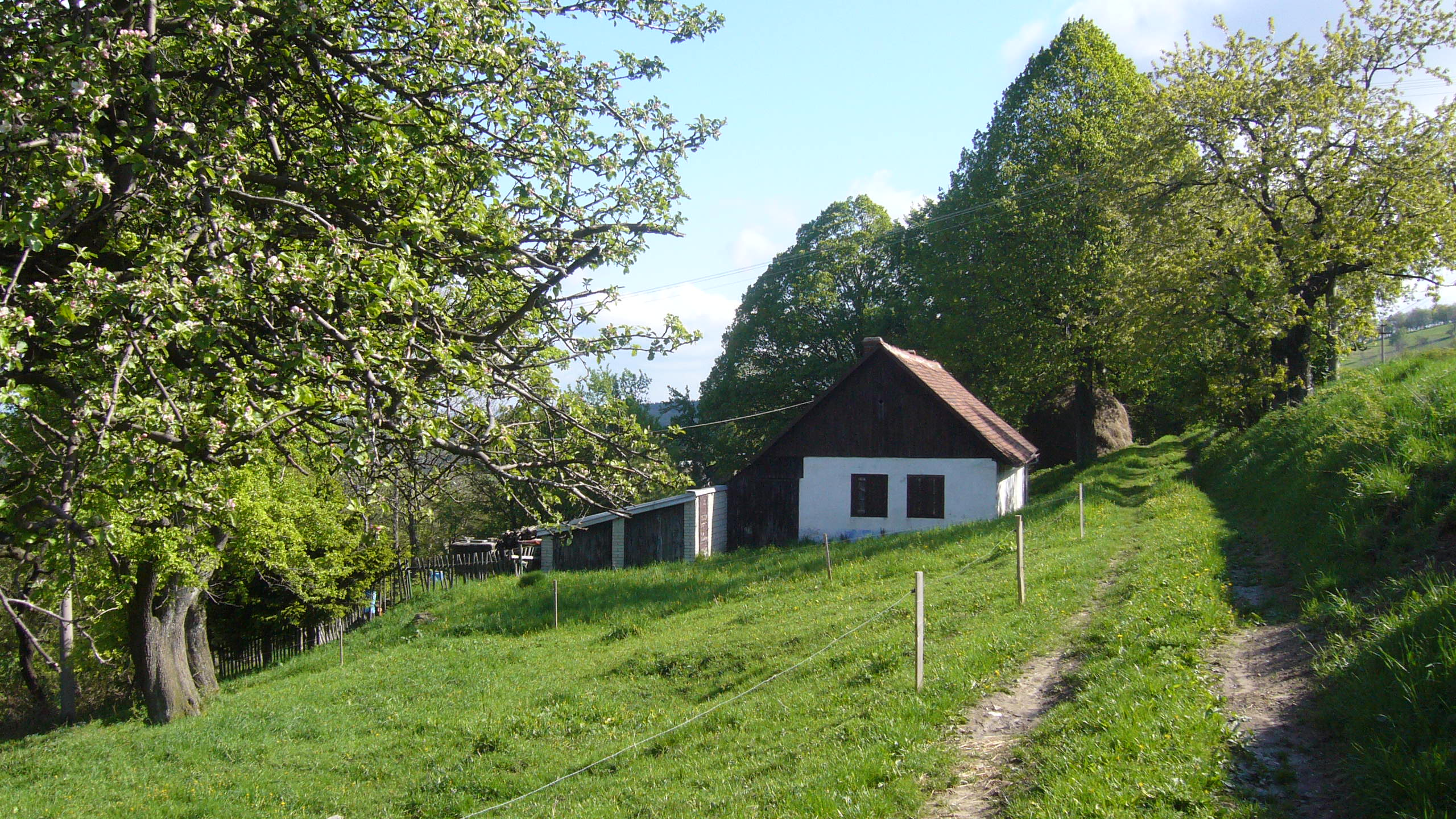
Lopenická usedlost
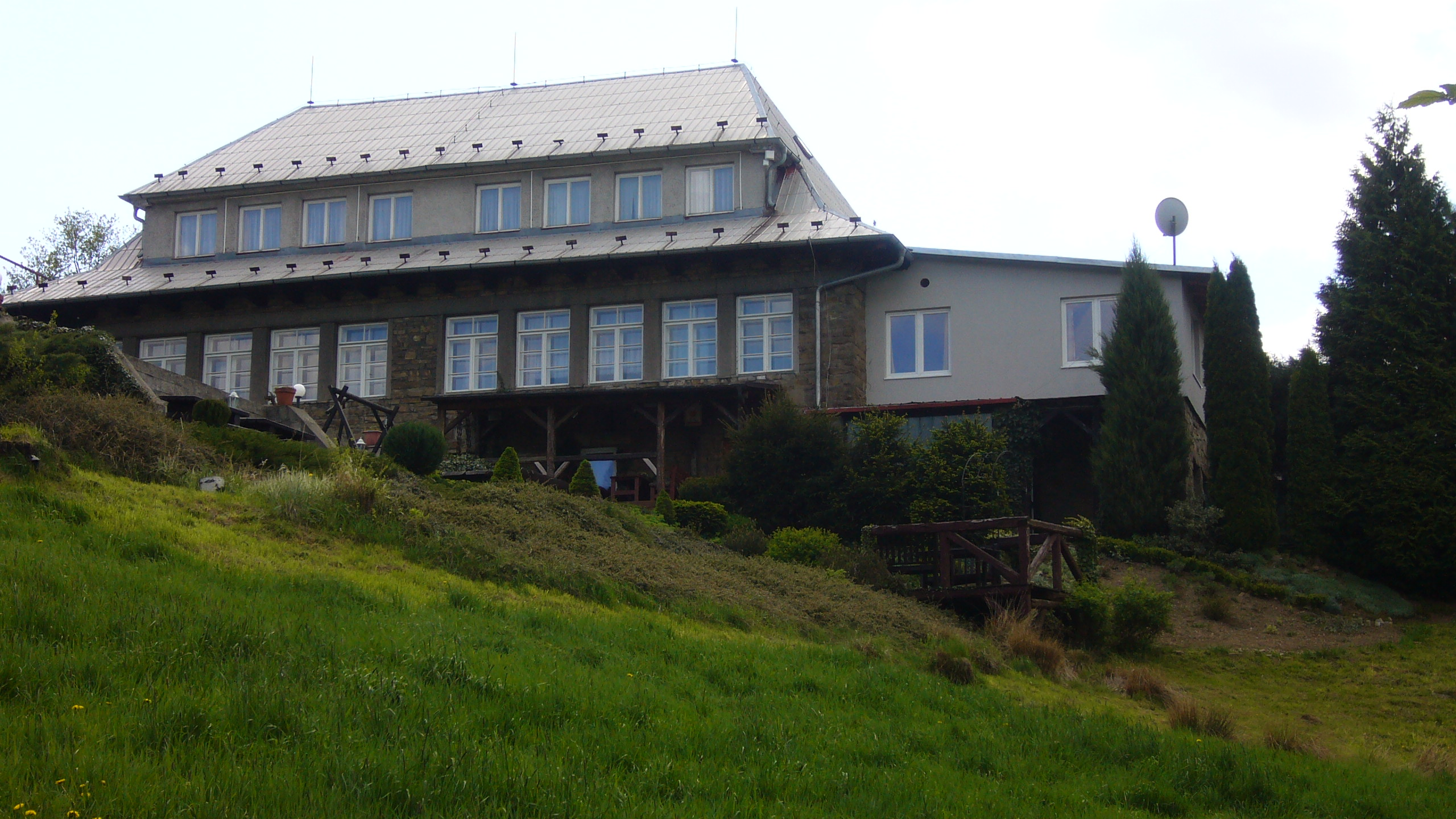
Rekreační objekt – bývalá škola v části Březovsko
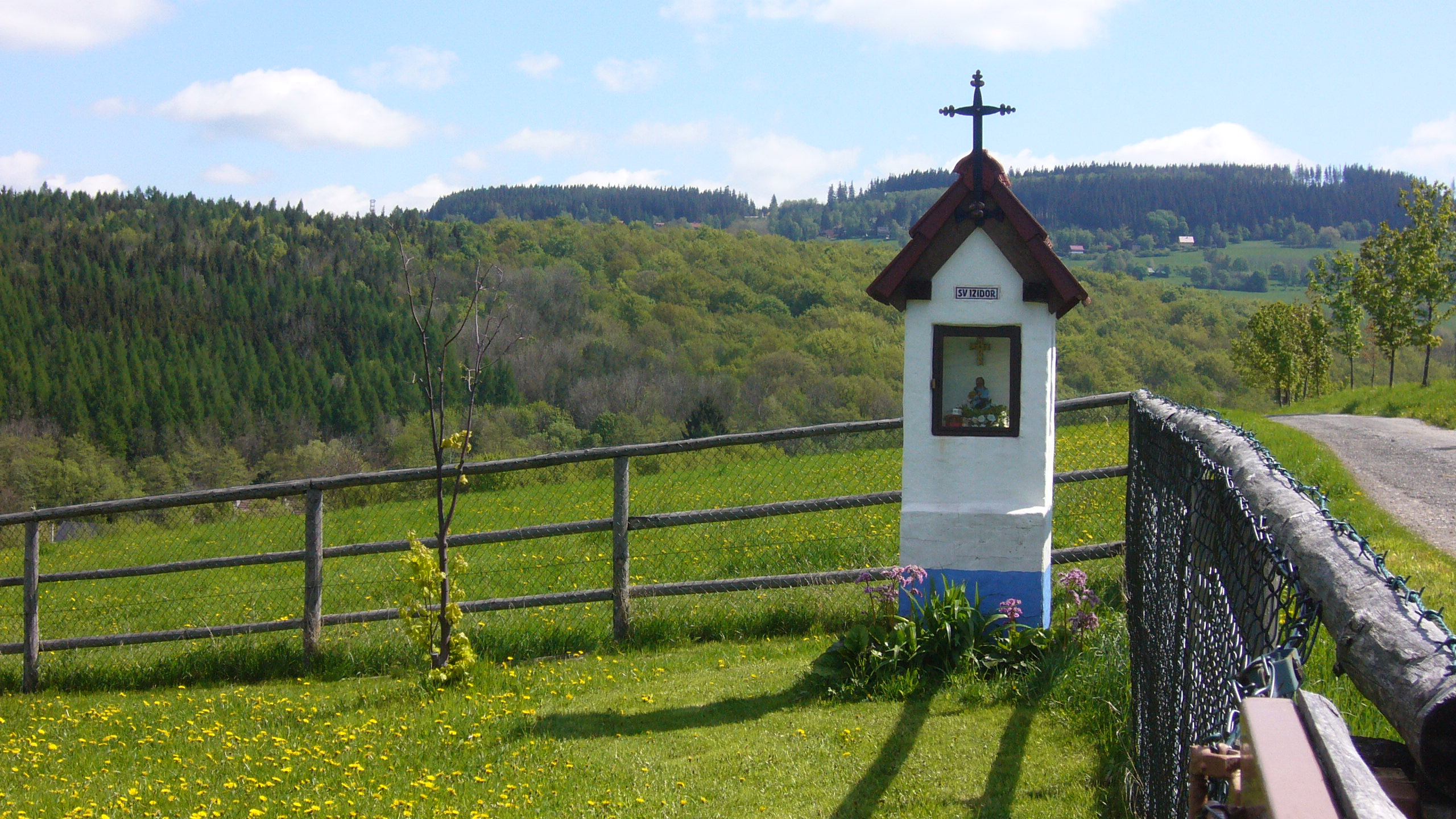
Kaplička sv. Izidora
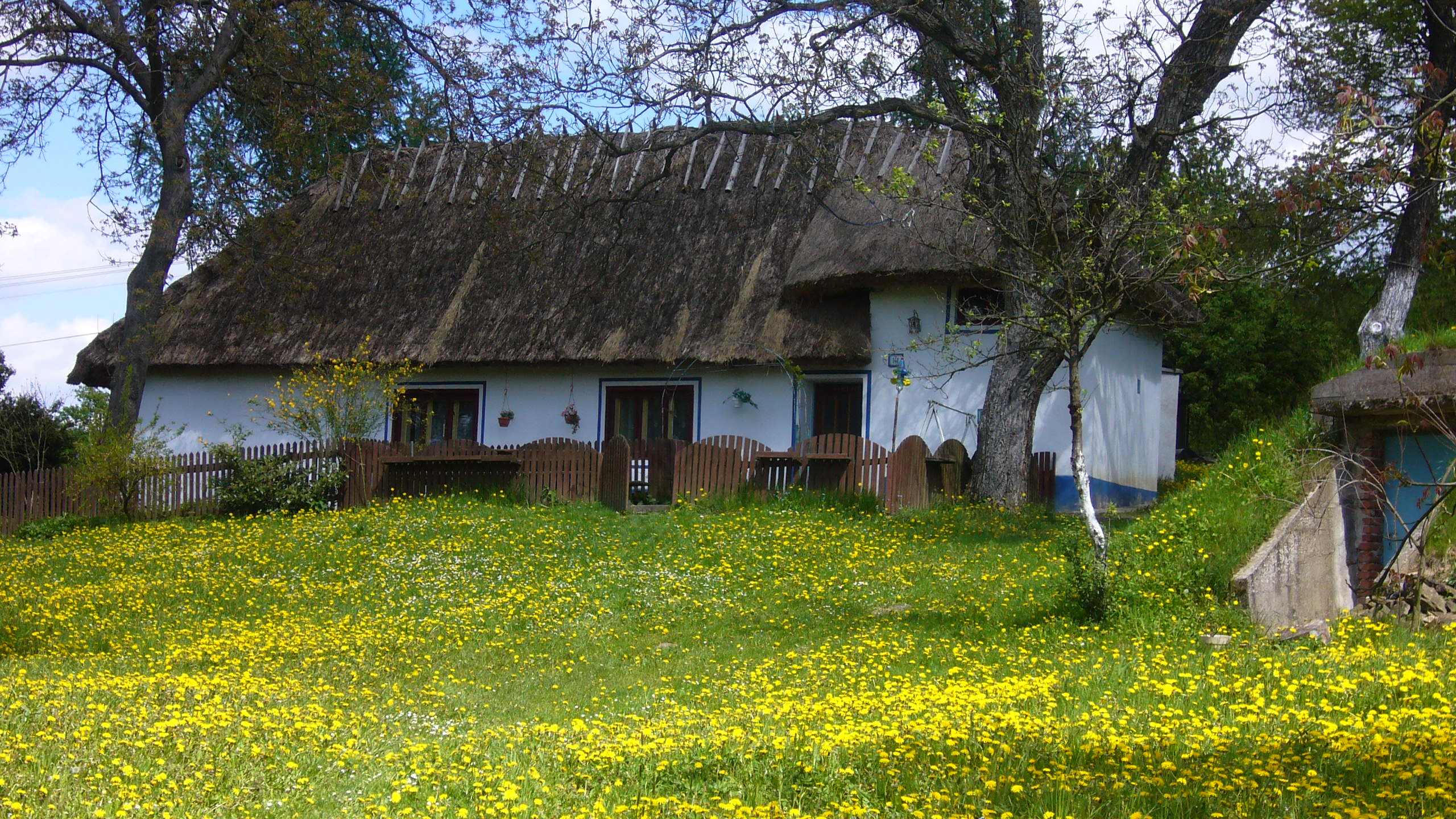
Původní lidová architektura dům č.p. 141